# James Edmund Boyd

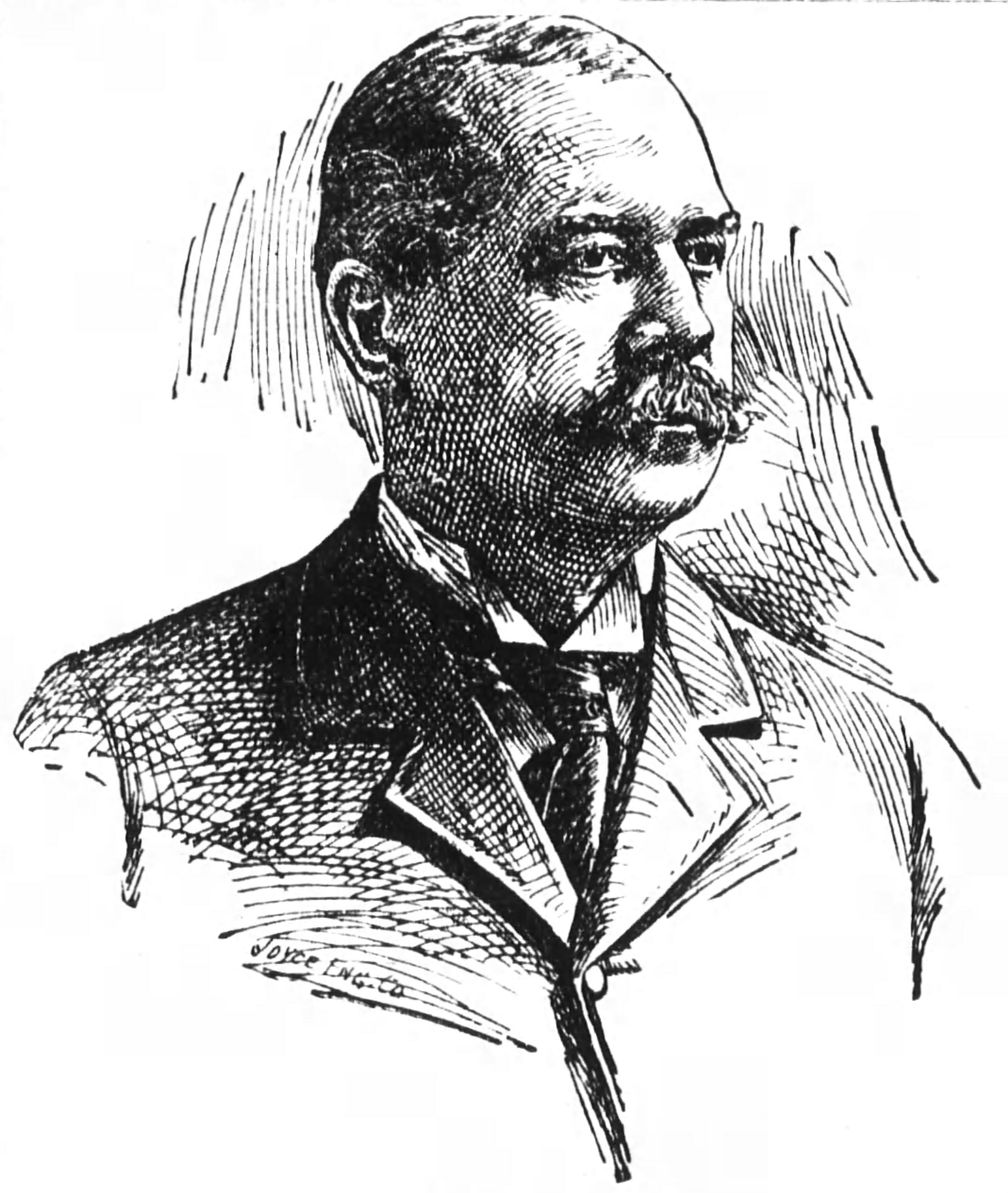
James Edmund Boyd

James Edmund Boyd (* 14. Februar 1845 im Alamance County, North Carolina; † 21. August 1935 in Greensboro, North Carolina) war ein US-amerikanischer Jurist und Politiker. Nach seiner Berufung durch Präsident William McKinley fungierte er von 1901 bis zu seinem Tod im Jahr 1935 als Bundesrichter am Bundesbezirksgericht für den westlichen Distrikt von North Carolina.

## Werdegang
Nach seinem Schulabschluss trat James Boyd während des Bürgerkrieges dem Heer der Konföderation bei und diente im Rang eines Private im 13. Infanterieregiment aus North Carolina sowie im ersten Kavallerieregiment seines Heimatstaates. Nach Kriegsende besuchte er das Davidson College und praktizierte nach seiner Zulassung im Jahr 1868 als Anwalt. Zwischen 1874 und 1875 saß er als republikanischer Abgeordneter im Repräsentantenhaus von North Carolina. Im Jahr 1875 nahm er am Verfassungskonvent für diesen Bundesstaat teil. Zwischen 1880 und 1885 fungierte Boyd als Bundesstaatsanwalt für den westlichen Distrikt von North Carolina; anschließend kehrte er in seine private Praxis zurück, die er bis 1897 betrieb. Dann wurde er Assistant Attorney General im US-Justizministerium. Ab 1896 gehörte er dem Republican National Committee an.
Am 11. Juli 1900 wurde Boyd durch Präsident McKinley zum Richter am United States District Court for the Western District of North Carolina ernannt. Da sich der Kongress in der Sitzungspause befand, wurde dafür ein Recess Appointment genutzt. Diesen Weg hatte William McKinley zuvor schon bei der Nominierung von Hamilton G. Ewart beschritten, doch diesem wurde zweimal die anschließende Bestätigung durch den US-Senat versagt. In Boyds Fall erteilten die Senatoren nach der am 15. Dezember desselben Jahres erfolgten formalen Nominierung durch den Präsidenten jedoch am 9. Januar 1901 ihre Zustimmung, woraufhin Boyd sein Amt umgehend offiziell antreten konnte. Er verblieb an diesem Bundesgericht bis zu seinem Tod am 21. August 1935; ein Nachfolger wurde nicht mehr nominiert, da der Sitz wegfiel.